# المطلة
المطلة بلدة في شمال إسرائيل على بعد 6 كم (3.7 ميل) عن الحدود مع لبنان، وتعتبر المنطقة السكنية الأبعد في شمال إسرائيل، وارتفاعها عن مستوى سطح البحر 520 م. أقيمت على أراضيها مستوطنة ميتولا عام 1896 على أيدي مهاجرين صهاينة أتوا من روسيا.[بحاجة لمصدر] تبلغ مساحتها 9,413 دونم. تعرف المستوطنة بأنها مدينة ثرية وتشتهر كوجهة سياحية خاصة بالنسبة لتلاميذ المدارس خلال العطلة الصيفية. أصبحت المستوطنة مدينة أشباح مؤقتاً خلال حرب لبنان 2006 بعد أن هجرها سكانها هرباً من نيران صواريخ حزب الله. تعرضت البلدة للقصف ب120 صاروخ خلال الحرب.

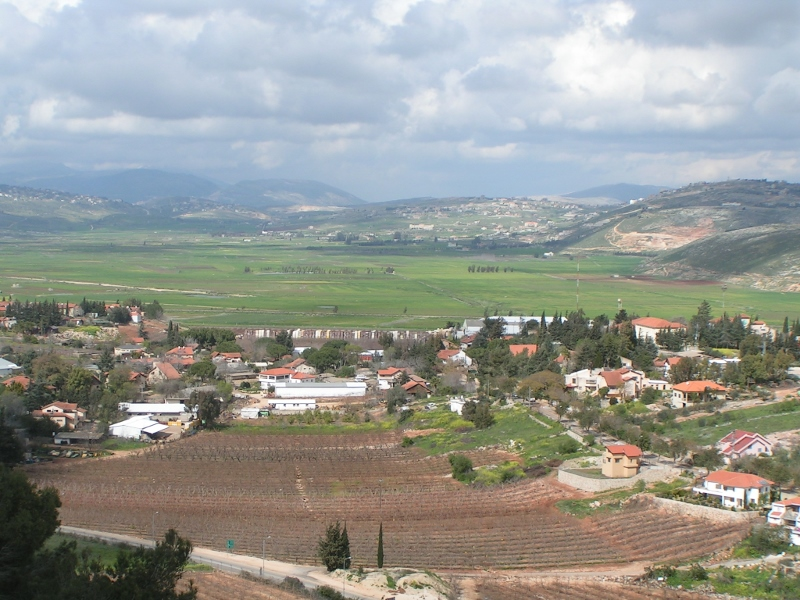

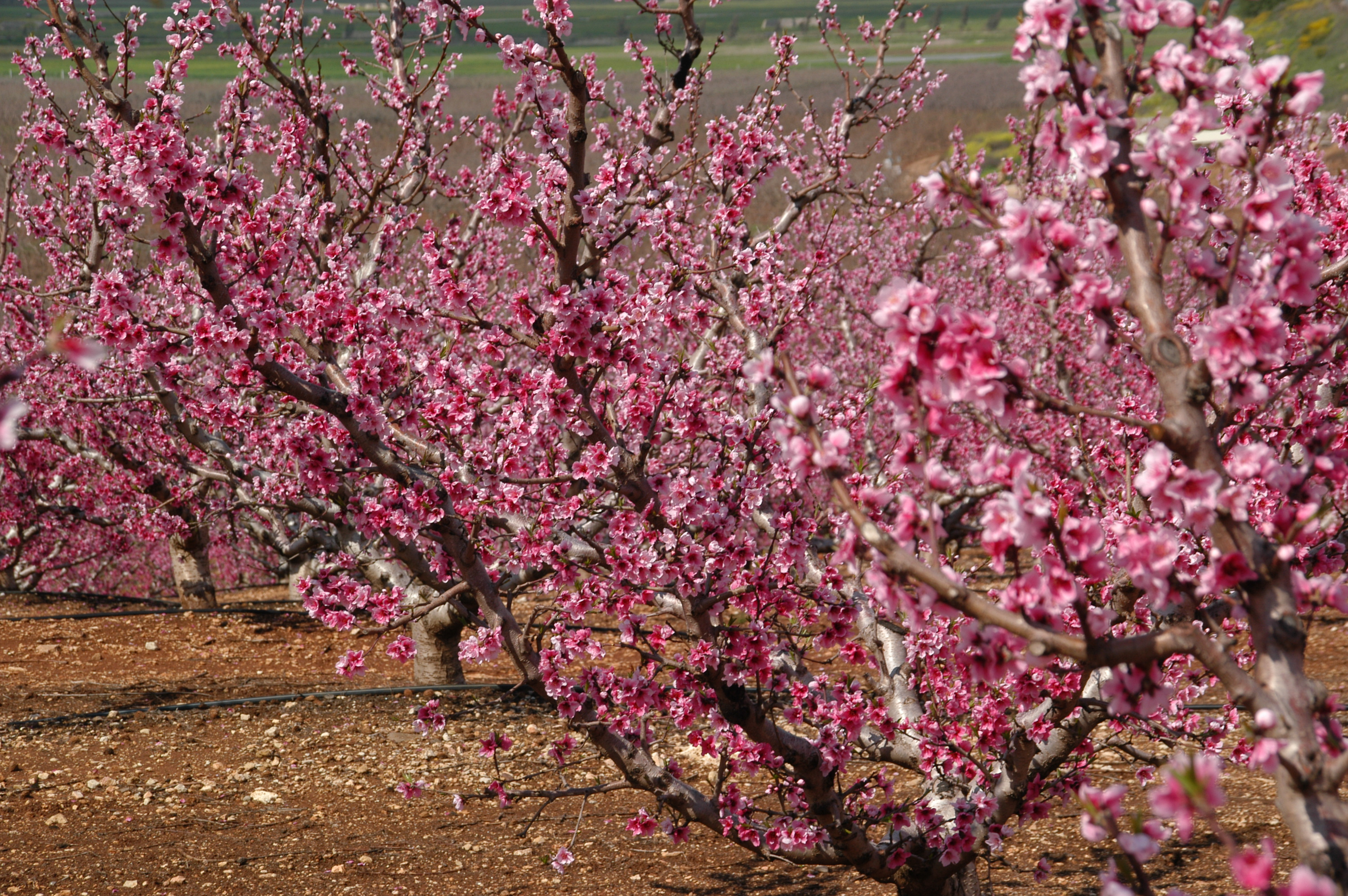
الربيع في المطلة عام 2010

## الجغرافيا
تقع طرف الحد الشمالي الفلسطيني اللبناني المعروف ب"إصبع الجليل" وكانت في العهد العثماني تتبع قضاء مرجعيون. ترتفع المطلة عن سطح البحر525 متر وعلى مسافة مسيرة 48 كيلو متر من صفد وعلى بعد 5 كيلومترات من القرية اللبنانية كفر كلا والأمطار الهائلة تصل إلى ألف ملم في السنة ويمرّ وادي البريغيت (الدردارة) من شرقها.

## التاريخ
في عام 1816 زار الرحالة باكنغهام "قرية كبيرة تدعى المطلة، يسكنها الدروز". في عام 1875 وصف فيكتور غيرن المطلة بأنها قرية بها نبع، يسكنها دروز من حوران كانوا يزرعون بستاناً في شرقها. بعد ذلك في عام 1881 سجل مسح الجغرافي لغرب فلسطين من قبل صندوق استكشاف فلسطين "المطلة: قرية صغيرة مبنية بالحجارة، تضم حوالي 100 درزي، تقع على منحدر تل، بالقرب من جدول كبير، وتحيط بها الأراضي الصالحة للزراعة".
وفي سنة 1891 كان يقطنها مائة عائلة درزية تفلح الأرض بالضمان من المالك اللبناني جبور بك رزق الله من صيدا (دبلوماسي يوناني في الشرق الأوسط). فيقتطع الفلاح خمس الغلة لصاحب الأرض والعشر للحكومة. ولما عجز الفلاحون عن دفع التزاماتهم حاولت قوة مسلحة من الدرك اقتحام القرية بقوة السلاح لتحصيل المستحقات ولكنها جوبهت بمقاومة عنيفة فانسحبت.
وهنا اندفع المالك اللبناني، وقام ببيع أراضي قرية المطلة التابعة لقضاء مرجعيون، بل بيعت كذلك بيوتهم بدون موافقة أصحابها للبارون الفرنسي اليهودي إدموند جيمس دي روتشيلد عبر مندوبه في فلسطين يهوشع أوزوبتسكي عبر طرق ملتوية بالتعاون مع الاداريين المحليين.
وأصبح البارون هو المالك الجديد. لكنه عجز لمدة 4 سنوات عن اقتلاع الفلاحين الدروز وعددهم 650 نسمة واستبدالهم باليهود.
في سنة 1895 وإثر تجدد النزاع بين الدروز وبدو حوران، جردت الدولة العثمانية حملة ضخمة بقيادة عمر رستم لتأديب الدروز وتنفيذ سياستها القاضية بتجريدهم من السلاح والتجنيد. حققت هذه الحملة أهدافها المرسومة بعد أن كانت الغلبة لها، فقبضت على الزعيم شبلي الأطرش وعلى نحو ألف مقاتل من الدروز ونفتهم، وبعضهم حتى رودس. وشرعت الدولة عندها بتجنيد الشباب حيث كانت بأمس الحاجة لهم في حروبها وخصوصا في البلقان.
وعاد رجال المطلة وطالبوا باستعادة حقوقهم في الإيجار. وجد أوسوفتسكي فرصته للتغلب على المشكلة التي لم ينجح في حلها بالمفاوضات. فانتشرت فرقة من الدرك في أرجاء القرية لاعتقال الدروز باعتبارهم جنود فارين من الخدمة العسكرية ومتمردين، في أعقاب وشاية ورشوة دفعها مندوب جمعية الاستعمار اليهودي (يكا). وبعد اعتقال رجال القرية، تدخل رجال البارون بأموالهم  للتوسط لدى الدرك لإطلاق سراح المعتقلين شريطة أن يوقع كل منهم على صك تنازل عن أرضه ومنزله لقاء الافراج عنه، فواقوا. وانتهى بهم المقام إلى قرية درزية مجاورة في سهل الحولة معدمة كما انها غارقة في المستنقعات وتنتشر فيها الأوبئة والأمراض. ويروي يتسحاك أبشطاين ما يلي: جاء موظف المستوطنات إلى المطلة يحمل كيساً مليئاً بالذهب في عربته، وتشاء الصدف أن يلتقي مع موظفي وجنود الدولة العثمانية الذين جاءوا لاعتقال المتهربين من أداء الخدمة في الجيش وكانوا مستعدين أن يعتقلوا من لا يوقع على سندات البيع وأمام الخيارين (التجنيد أو التوقيع)، وقع الأهالي على السندات. في حين عرض أوسوفيتسكي عليهم ً تعويضا ً زهيدًا لمغادرة الأرض. وكان الكثيرون غير راضين. وبعد بضعة أيام ترك أكثر من 600 نفس القرية مسقط رأسهم.
تأسست مستوطنة (موشافا) يهودية في يونيو 1896 من قبل 60 عائلة زراعية من مستوطنات أكثر رسوخا و20 عائلة من المهن غير الزراعية وسكنوا في بيوت الدروز. وكان معظم المؤسسين من المهاجرين من روسيا. كما انضم الرواد(حالوتسيم) من بيتح تكفا إلى استيطان المطلة، كما فعل بعض رجال الدين من صفد. وأخذت قرية المطلة الواقعة في أقصى شمال فلسطين والمحتلة عام 1896 مكانها في خارطة المستوطنات باعتبارها مستوطنة المطلة.
وكانت المستوطنة هادئة في كل الوقت الذي كان الدروز وزعماؤهم ملاحقين من قبل العثمانيين، وكانوا مضطرين أن يختبئوا. وبعد سنة أطلقت السلطة سراح الزعماء الدروز وعممت إعفاء ً عاماً عن الدروز. لم تمض أشهر قليلة حتى قدم الدروز شكوى على الذين استولوا على بيوتهم وأرزاقهم التي لم يبيعوها، وفي برقية التلغراف التي أرسلها مختار القرية إلى الصدارة في حزيران سنة 1896 يبين الفلاحون أن المأمورين أجربوهم على مغادرة أراضيهم وبيوتهم التي ورثوها عن آبائهم وأجدادهم، ولا يزالون يقيمون فيها، وطالبوا برفع هذا الظلم عنهم، لكنهم لم يحصلوا على نتيجة إيجابية.
استجمع اهالي المطلة قوتهم وهاجموا المستوطنين وانقضوا عليهم، الكرة بعد الأخرى. فعانت المستوطنة لسنوات عديدة من هجوم الدروز مدفعين المستوطنين ثمناً باهظاً من الخسائر المادية والدم، دفعه المستوطنون بسبب قصر نظر سياسة موظفي البارون. وفي كل مرة كان الدرك يتصدى لهم ويصد الهجوم. مع توالي الهجمات نجح دروز المطلة في الاقتراب من المستوطنة وفرض حصار مشدد عليها.
سارع موظفو البارون بتوسيط وجهاء وأعيان عرب لحل الإشكال وفك الحصار الخانق. وكان شرط الأهالي العودة إلى أرضهم وبيوتهم وقريتهم.
فأجاب الوسطاء انهم سينقلون مطلبهم للبارون وطلبوا مهلة أسبوع يفكون خلاله الحصار. ففك الدروز الحصار. وحين عادوا بعد أسبوع فوجئوا بقوات الدرك تنتظرهم وصدتهم عن المستوطنة، فانسحب المهاجمون مهددين بالعودة بعد أسبوع. ولما عادوا بعد أسبوع وجدوا أن موظفي البارون دخلوا في حماية شيخ المتاولة الشيعة وسيد جبل عامل كامل الأسعد في قريته الطيبة مقابل خاوه دفعوها له عن طيب خاطر.
استمر الصراع طول سنوات، وفي نهاية المطاف تمكن موظفو البارون سنة 1904 من عقد "الصلحة" بين القرويين وجمعية الاستعمار اليهودي (يكا) عبر رشوة بعض زعماء الدروز في المطلة بملبغ  600 ألف فرنك فرنسي لتموت قضيتهم وليتخلوا نهائياً عن قريتهم. وترك صغار الفلاحين يلاقون مصيرهم، وتحولوا إلى حراثين في أراضي القرية.
أثارت هذه الحادثة الكثير من الانتقادات لأساليب عملاء روتشيلد، بما في ذلك انتقادات من صهاينة آخرين مثل آحاد هعام. انتقل الدروز إلى قرى أخرى يسكنها الدروز، بما في ذلك عسفيا على جبل الكرمل.

## معرض صور

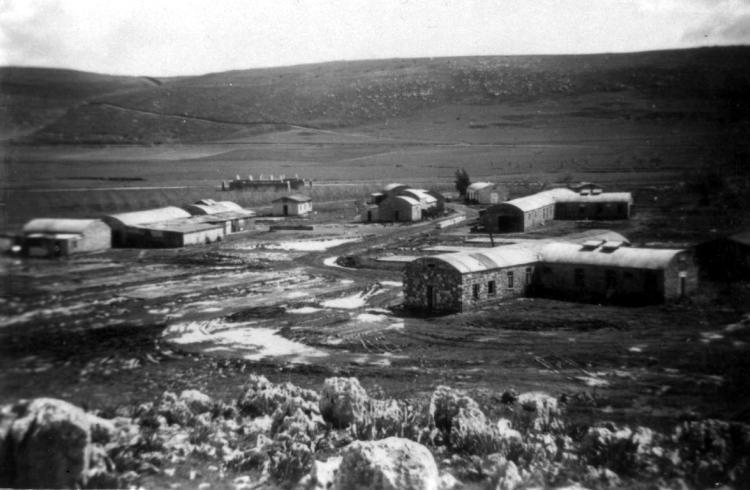
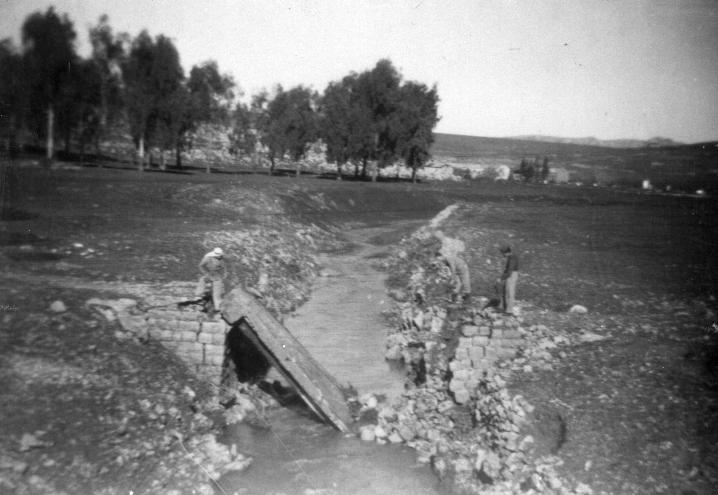
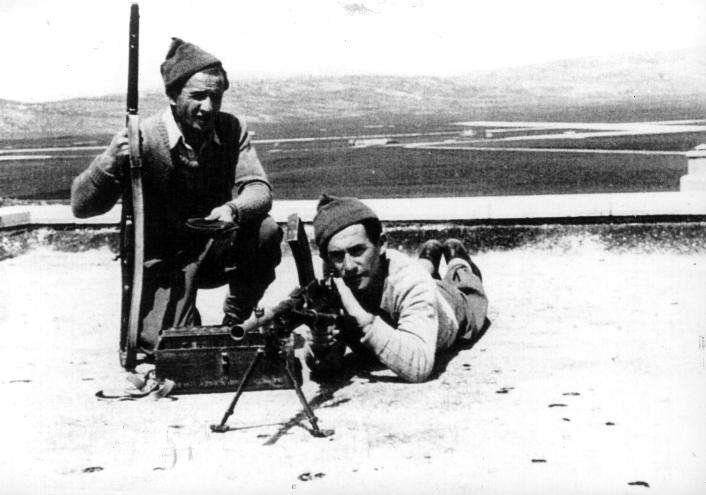
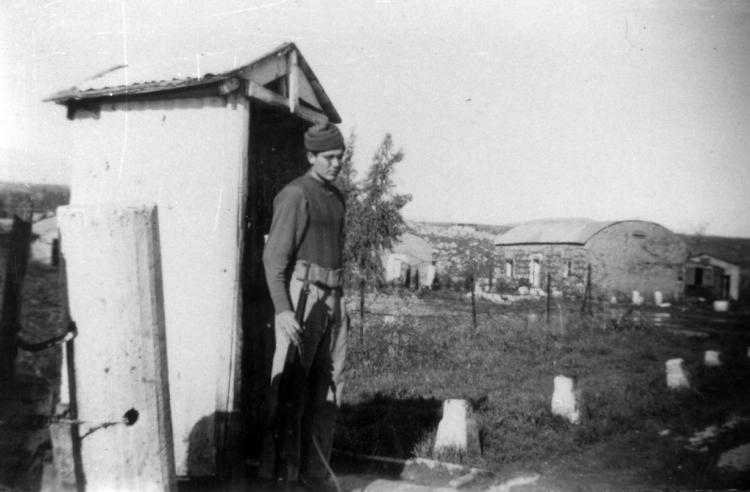

## توأمة
لالمطلة اتفاقيات توأمة مع:
- بوكينغ

## أعلام
- يوسف غولدبرغ